# 강화 갑곶리 탱자나무
강화 갑곶리 탱자나무(江華 甲串里 탱자나무)는 인천광역시 강화군 강화읍, 강화전쟁박물관 옆에 서 있는 탱자나무이다. 1962년 12월 3일 대한민국의 천연기념물 제78호로 지정되었다.

## 개요
탱자나무는 주로 영·호남지방에 분포하며 일본·중국에서도 자란다. 우리나라와 일본의 나무는 중국에서 전래된 것으로 추측되고 있다. 열매와 껍질은 약재로 사용되며 줄기에 가시가 나 있어 과수원 울타리용으로 적합하다.
강화도 역사박물관 옆에 서 있는 갑곶리의 탱자나무는 나이가 약 400살 정도로 추정되며, 높이 4.2m, 뿌리부분 둘레 2.12m이다.
강화도는 고려 고종(재위 1213∼1259)이 몽고의 침입을 해 있었던 곳이며, 조선 인조(재위 1623∼1649)가 정묘호란(1627) 때 난을 피했던 장소이다. 이 때 외적을 막는 수단으로 강화도에 성을 쌓고, 성 바깥쪽에 탱자나무를 심어서 외적이 쉽게 접근하지 못하도록 했다고 한다. 이 탱자나무는 그 때 심은 것이 살아남은 것으로 추측된다.
강화도는 탱자나무가 자랄 수 있는 북쪽 한계선이어서, 탱자나무를 처음 심었을 때 조정에서는 나무가 자라는 모습을 자세히 보고하게 하였다고 한다.
강화 갑곶리 탱자나무는 우리 조상들이 외적의 침입에 대비하여 심은 국토방위의 유물로서 역사성을 지니고 있으며, 탱자나무가 자랄 수 있는 가장 북쪽 한계선인 강화도에 자리하고 있어 천연기념물로 지정하여 보호하고 있다.

## 같이 보기
- 탱자나무

## 참고 도서
- 문화재청, 《문화재이야기여행 천연기념물 100선 보관됨 2016-08-28 - 웨이백 머신》, pp25~31, 2016-03-31

## 참고 자료
- 강화 갑곶리 탱자나무 - 국가유산청 국가유산포털